# Operation Leo

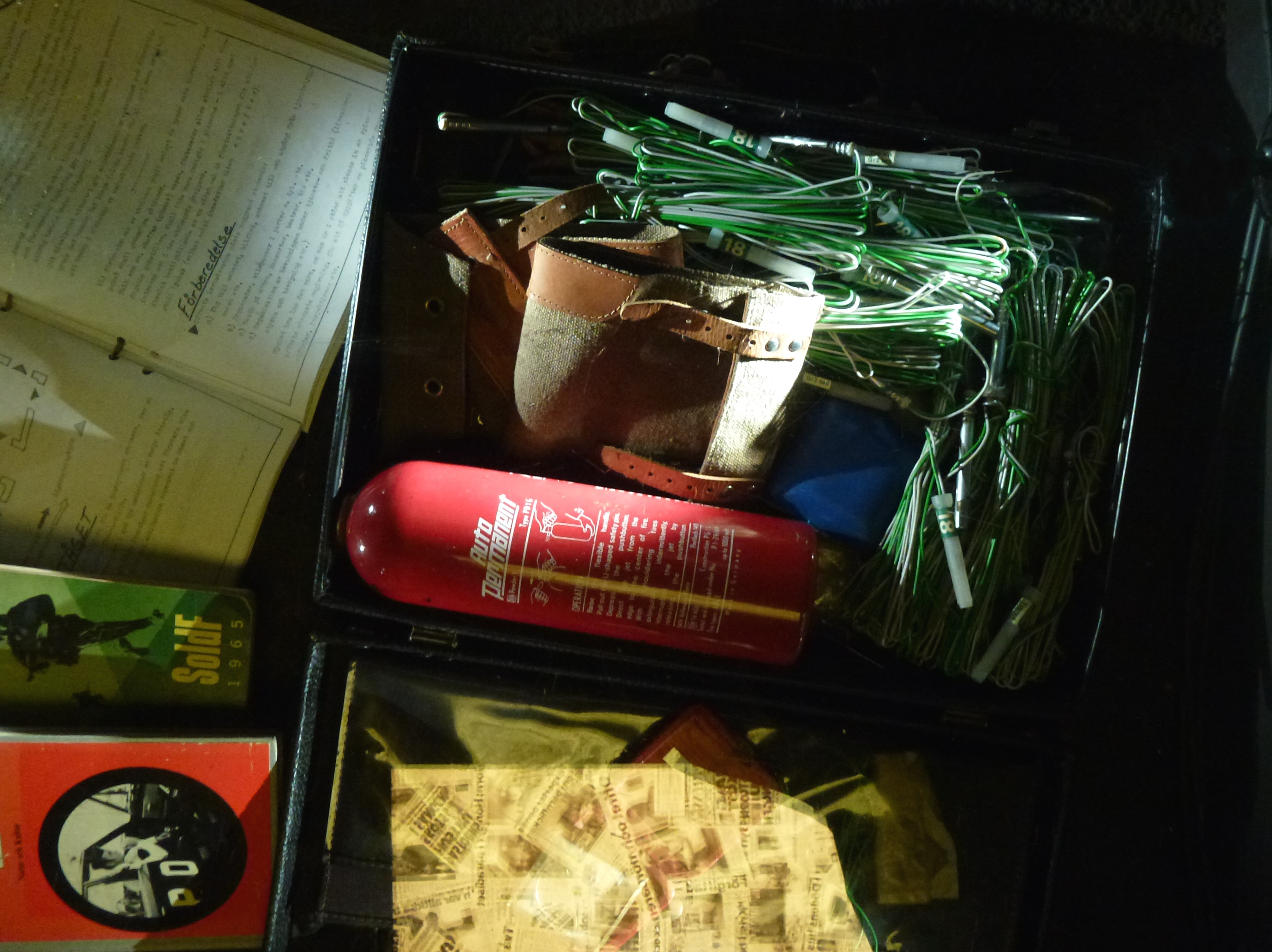
Norbert Kröchers sprängmedelsväska, utställd i Polismuseet.

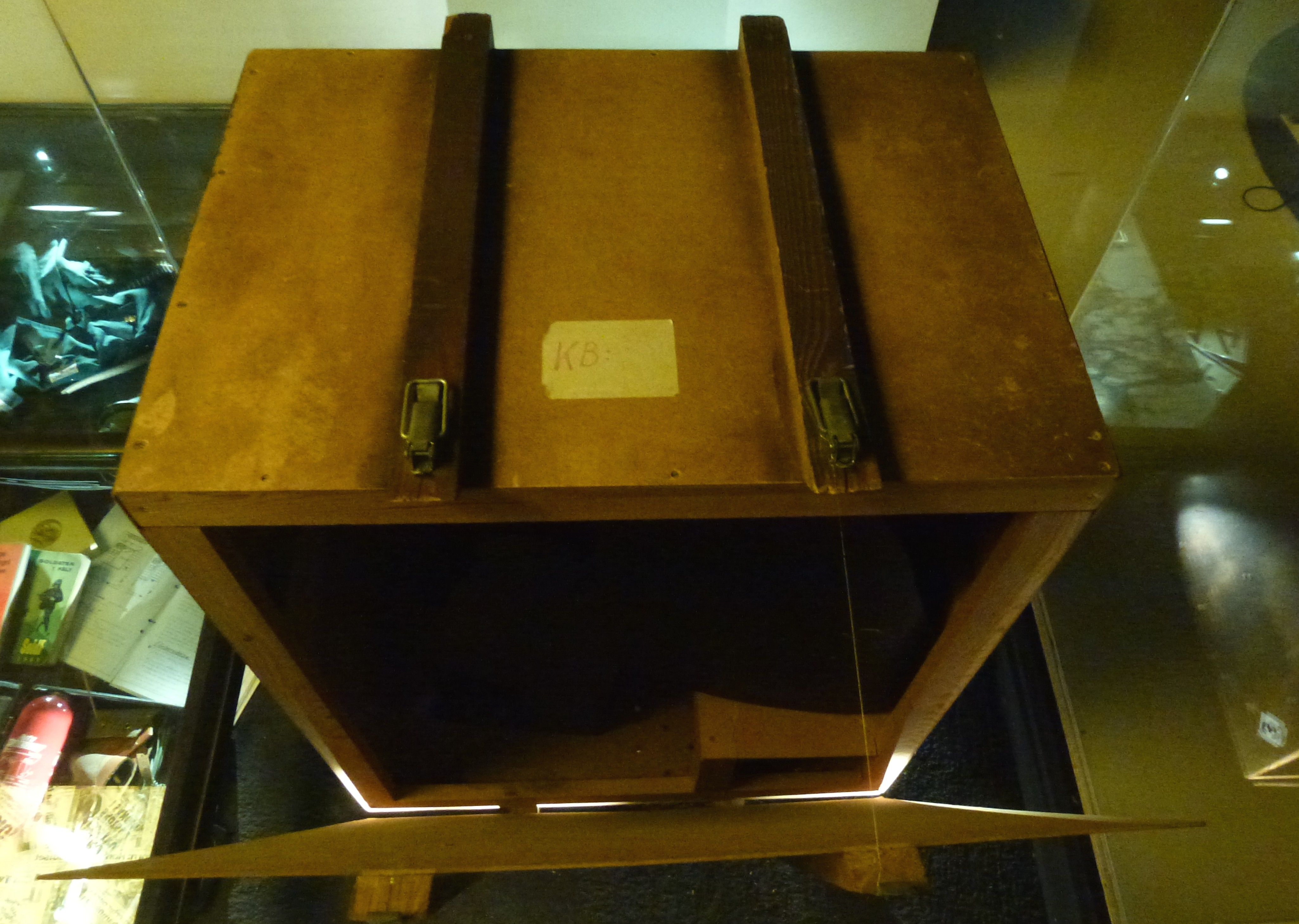
Lådan i vilken Anna Greta Leijon skulle kidnappas, utställd i Polismuseet.

Operation Leo var namnet på den planerade kidnappningen av dåvarande biträdande arbetsmarknadsministern Anna-Greta Leijon 1977. Leijon hade som statsråd ansvar för terroristlagstiftning och uppfattades av kidnapparna som ytterst ansvarig för utvisningen av RAF-terroristerna som genomförde ambassadockupationen 1975. Kidnappningen av Leijon planerades för att tvinga den västtyska regeringen att frige de fängslade terroristerna som genomförde ambassadockupationen. Säkerhetspolisen grep ledaren Norbert Kröcher vid Slussen i Stockholm, och man fann därefter bland annat den trälåda där Leijon skulle hållas fängslad.

## Händelsen
Efter den misslyckade ockupationen av Västtysklands ambassad i Stockholm 1975 startade Norbert Kröcher en grupp, Kommando Siegfried Hausner, som var inspirerad av Röda armé-fraktionen. Kröcher planerade att kapa ett flygplan för att utpressa Västtysklands regering, men en av Kröchers två svenska kvinnliga vänner föreslog att istället kidnappa statsrådet Anna-Greta Leijon. Kröcher utförde tillsammans med den ena av dem bland annat ett bankrån i Bandhagen. Planen att kidnappa statsrådet Anna-Greta Leijon och placera henne i en trälåda i en ljudisolerad källare på Katarina Bangata på Södermalm i Stockholm fick namnet "Operation Leo" (latin leo ’lejon’) efter Leijon. Man planerade att kidnappa henne när hon kom hem ifrån arbetet och om hon blev skjutsad av säkerhetsvakt skulle denne skjutas. Genom att kidnappa Leijon skulle man tvinga Sveriges regering att betala en lösensumma och Västtysklands regering att frisläppa flera fängslade RAF-medlemmar. 
Den svenska polisen kallade operationen "Ebba röd". Då gripandet av Kröcher var fullbordat, den 31 mars 1977, ropades ”Ebba grön” ut i radion; detta ledde senare till bandnamnet Ebba Grön. Säkerhetspolisens kodnamn på Kröcher var "Ebba". Om Kröcher kunde gripas, skulle kodnamn "Ebba Grön" användas. Det var känt att Kröcher var beväpnad med en 9 mm-pistol, och gripande skulle enbart ske om detta kunde göras utan att andra personer fanns i närheten som skulle kunna skadas vid en förväntad eldstrid.
Kröchers aktion misslyckades, och 70 personer greps. De som senare dömdes var bland andra:
- Norbert Kröcher dömdes i Västtyskland till elva och ett halvt års fängelse.
- Lennart Warring dömdes till fyra och ett halvt års fängelse för bland annat människorov och grovt rån.
- En kvinna dömdes till tre års fängelse.
- Två kvinnliga vänner till Norbert Kröcher dömdes till två års fängelse vardera.
- En kvinna som skaffade sprängmedel och vapen dömdes till sex månaders fängelse.
- En man dömdes till tre månaders fängelse.
- En man som deltagit i planeringen utvisades till Storbritannien utan rättegång enligt terroristlagen. I Storbritannien undslapp han straff.

## Film
År 1981 gjorde filmen "Operation Leo" regisserad av Hans Hederberg, som är löst baserat på händelserna i verkligheten. Hederberg angav då att "Jag vill visa vad som händer när ett gäng svenska ungdomar konfronteras med en häftig terroristtyp som Norbert Kröcher.", men betonade att filmen är en fri berättelse.